# سلان‌والی
سلان‌والی (به انگلیسی: Sillanwali) یک شهر در پاکستان است. سلان‌والی ۱۷۳ متر بالاتر از سطح دریا واقع شده‌است.